# إيريك والشتيد
إيريك والشتيد (بالسويدية: Erik Wahlstedt)‏ (16 أبريل 1976 السويد - ) هو لاعب كرة قدم سويدي، يلعب كمدافع.

## وصلات خارجية
إيريك والشتيد على موقع الاتحاد الدولي (مؤرشف)  (الإنجليزية)
- إيريك والشتيد على موقع الاتحاد الأوربي (الإنجليزية)
- إيريك والشتيد على موقع اتحاد السويد (السويدية)
- إيريك والشتيد على موقع قاعدة بيانات كرة القدم.إي يو (الإنجليزية)
- إيريك والشتيد على موقع ناشيونال فوتبول تيمز (الإنجليزية)
- إيريك والشتيد على موقع عالم كرة القدم.نت (الإنجليزية)
- إيريك والشتيد على موقع AS.com (الإسبانية)